# ボディガード (1992年の映画)
『ボディガード』（原題：The Bodyguard）は、1992年製作のアメリカ映画。
俳優ケビン・コスナーと女性歌手ホイットニー・ヒューストンが共演し、ヒットしたロマンティック・サスペンス映画である。映画初出演となったホイットニー歌唱の主題歌「オールウェイズ・ラヴ・ユー」や挿入歌「アイ・ハヴ・ナッシング」「ラン・トゥ・ユー」は、いずれもグラミー賞やアカデミー歌曲賞にノミネートされ、主題歌に至ってはグラミー賞をはじめとしたその年のあらゆる音楽賞を総なめにした。またこれらの楽曲が収録され、デイヴィッド・フォスターの編曲したサントラ盤は、全世界で4,200万枚を売り上げる大ヒットを記録した。
テイラー・スウィフトを主演候補にしたリメイク版制作の企画がワーナー・ブラザーズによって進められている。

## あらすじ
ロナルド・レーガンの警護を担当していたアメリカ合衆国シークレットサービスのフランク・ファーマーは、非番（彼の母の葬式）の日に発生したレーガン大統領暗殺未遂事件に責任を感じて退職、以降は個人でボディーガードを営んでいた。ある日、フランクの元を人気歌手レイチェル・マロンの付き人ビルが訪れ、彼女の身辺警護を依頼する。レイチェルの元には数か月前から不審な出来事が続いており、遂には殺害を予告する脅迫状までが送り付けられてきたため、フランクに白羽の矢が立ったのである。依頼を引き受けたフランクだったが、肝心のレイチェルをはじめスタッフに危機感がなく、フランクを邪魔者扱いし、忠告を聞こうとしない。呆れたフランクは依頼を断ろうとするが、ビルに懇願されたため仕方なく引き受ける。
フランクは警備強化の為に屋敷の大改造やスタッフの教育を開始するが、レイチェル本人はフランクのやり方に不満を募らせ、スタッフのサイと共に勝手にライブハウスでの新曲発表を兼ねたライブを開催する。しかし控え室にまで脅迫状が届き、事態の深刻さに気付いたレイチェルはパニックに陥りながらも、ファンの声援を聞いて奮起する。ところがライブの最中、興奮したファンが暴徒化、危うく暴行されかけたところをフランクに救出される。無事帰宅できたレイチェルはフランクに感謝し、彼に信頼を置くようになる。一方、元々レイチェルのボディーガードを務め、彼女への好意を公言していたトニーは、フランクに出し抜かれたと逆上、フランクに襲いかかるが、返り討ちにあう。
翌日、助けられたお礼にレイチェルはフランクをデートに誘う。映画を観てバーで語り合い、フランクの自宅で二人は一夜を共にした。しかし翌朝、フランクは依頼人と深い仲になったことを後悔し、けじめをつけようとレイチェルに突き放した態度をとる。フランクに裏切られたと感じたレイチェルは、フランクのかつての同僚・ポートマンをベッドルームに連れ込んだり、無断で外出したりとフランクへの当てつけのような行動を繰り返し、責任を感じたフランクは、再びビルに降板を申し出る。だが、直後にホテルの自室で受けた脅迫電話にレイチェルは強いショックを受ける。苦しむ彼女が縋ったのは結局フランクだった。
レイチェルに危険が迫る中、フランクは彼女のスタッフに暇を出し、レイチェルと彼女の姉ニッキー、フレッチャーを連れて父ハーブの家に避難することにする。フランクの昔ばなしやチェスに興じることで一同は落ち着きを取り戻したかにみえたが、翌日、フレッチャーが勝手にボートに乗り込み、フランクが助け出した際、ボートが爆破されてしまう。もはやここにまで魔の手が迫っていた。
その夜、フランクは泣いていたニッキーから「レイチェルの殺害を依頼した」と聞かされる。幼い頃から自分の真似をしていた妹が自分を追い越し、歌手として成功したことに嫉妬を抑えきれなくなったニッキーは、レイチェルへの脅迫状の件がきっかけで長年の鬱憤が爆発。酒場で出会った男に勢いで彼女の殺害を依頼してしまい、その男の名前も知らないため連絡も取れないというのだ。その告白の直後、ニッキーは突然現れた男に射殺されてしまう。
同じ頃、レイチェルへ脅迫状を送っていた犯人を捕まえたとフランクに報告が入る。だが、暗闇の中一撃でニッキーを射殺した手口からプロの仕業だと確信していたフランクは、狙撃犯は別にいると考えていた。
ニッキーの葬儀が終わった後、レイチェルはノミネートされていたアカデミー賞受賞式に出席する。フランクは出席を取り止めるようレイチェルに忠告するが、彼女の出席の意志が揺るがないと知ると、トニーと共に警護に全力を挙げる。
フランクは会場で再びポートマンと会うが、彼が「自分の依頼主だ」と語った司会者から「そんな男は知らない」と告げられたことから、ポートマンが犯人だと確信する。ポートマンはカメラマンに扮して壇上のレイチェルを殺そうとしたが、彼女の盾として銃弾を受けたフランクに阻まれ失敗し、フランクに射殺される。
依頼をこなし終えたフランクは、引退したシークレットサービスの仲間と交代し、レイチェルたちと別れの挨拶を交わした。見送るフランクを見つめるレイチェルはジェット機を止め、彼の元に走り別れのキスを交わした。
こうして2人の恋は終わった。レイチェルはフランクへの愛を糧に歌を歌い、フランクはシークレットサービスの仕事に復帰したのであった。

## 登場人物
フランク・ファーマー
演 - ケビン・コスナー
シークレットサービス。仕事は個人で請け負っている。レイチェルのボディガードを担当する。
レイチェル・マロン
演 - ホイットニー・ヒューストン
人気歌手。自分勝手な一面もあるが認めた相手には義理堅い。
サイ・スペクター
演 - ゲイリー・ケンプ
スタッフ。実はレイチェルに恋している。
ビル・デヴァニー
演 - ビル・コッブス
レイチェルの付き人。フランクにレイチェルのボディガードを頼む。
グレッグ・ポートマン
演 - トーマス・アラナ
フランクの元同僚。実はレイチェルの命を狙った真犯人。
ハーブ・ファーマー
演 - ラルフ・ウェイト
フランクの父親。オレゴン州に住んでいる。
ニッキー・マロン
演 - ミシェル・ラマー・リチャーズ
レイチェルの姉。妹同様に音楽活動をしていたが妹の才能を目のあたりにして引退した。
トニー・シペリ
演 - マイク・スター
レイチェルの元ボディガード。自分に代わってレイチェルのボディガードになったフランクを襲うが返り討ちにあう。
授賞式司会者
演 - ロバート・ウール
第67回アカデミー賞授賞式の司会者。
クライヴ
演 - ナサニエル・パーカー
イギリス人俳優。第67回アカデミー賞授賞式にてレイチェルとともにプレゼンター役を担う。
ヘンリー
演 - クリストファー・バート
レイチェルの専属運転手。
フレッチャー・マロン
演 - デヴォーン・ニクソン
レイチェルの息子。まだ幼く無邪気だが、脅迫事件により荒れている母・レイチェルの精神状態を理解し労わる余裕も兼ね揃えている聡明な少年。フランクには比較的懐いている。
レイ・コート
演 - ジェリー・バマン
元FBIの職員。
ミネラ
演 - ジョー・ユーラ
元FBIの職員。
ダン
演 - トニー・ピアース
脅迫状を送った男。
ロータリークラブ会長
演 - バート・レムゼン
事件解決後にフランクが新しくボディガードを務めた相手。
スキップ・トーマス
演 - リチャード・シフ
プロデューサーの補佐。

## キャスト
| 役名                     | 俳優                         | 日本語吹替                                                                 | 日本語吹替   | 日本語吹替               | 日本語吹替 |
| 役名                     | 俳優                         | ソフト版                                                                   | フジテレビ版 | テレビ朝日版             | 機内上映版 |
| ------------------------ | ---------------------------- | -------------------------------------------------------------------------- | ------------ | ------------------------ | ---------- |
| フランク・ファーマー     | ケビン・コスナー             | 津嘉山正種                                                                 | 津嘉山正種   | 津嘉山正種               | 大塚芳忠   |
| レイチェル・マロン       | ホイットニー・ヒューストン   | 塩田朋子                                                                   | 高島雅羅     | 塩田朋子                 | 土井美加   |
| サイ・スペクター         | ゲイリー・ケンプ             | 島田敏                                                                     | 江原正士     | 二又一成                 |            |
| ビル・デヴァニー         | ビル・コッブス               | 阪脩                                                                       | 富田耕生     | 小林勝彦                 |            |
| グレッグ・ポートマン     | トーマス・アラナ             | 千田光男                                                                   | 若本規夫     | 金尾哲夫                 |            |
| ハーブ・ファーマー       | ラルフ・ウェイト             | 小島敏彦                                                                   | 大木民夫     | 加藤精三                 |            |
| ニッキー・マロン         | ミシェル・ラマー・リチャーズ | 藤生聖子                                                                   | 吉田理保子   | 唐沢潤                   |            |
| トニー・シペリ           | マイク・スター               | 福田信昭                                                                   | 秋元羊介     | 塩屋浩三                 |            |
| 授賞式司会者             | ロバート・ウール             | 西村知道                                                                   | 堀内賢雄     | 佐久田修                 |            |
| クライヴ                 | ナサニエル・パーカー         | 檀臣幸                                                                     | 長島雄一     | 安井邦彦                 |            |
| ヘンリー                 | クリストファー・バート       | 平田広明                                                                   | 伊藤栄次     | 大滝寛                   |            |
| フレッチャー・マロン     | デヴォーン・ニクソン         | 小松直史                                                                   | 津野田なるみ | 内澤祐豊                 |            |
| レイ・コート             | ジェリー・バマン             | 山野史人                                                                   | 藤本譲       | 有本欽隆                 |            |
| ミネラ                   | ジョー・ユーラ               |                                                                            | 小野健一     | 堀部隆一                 |            |
| ダン                     | トニー・ピアース             |                                                                            | 中田和宏     | 古澤徹                   |            |
| ロータリークラブ会長     | バート・レムゼン             |                                                                            | 石森達幸     | 塚田正昭                 |            |
| スキップ・トーマス       | リチャード・シフ             |                                                                            | 小島敏彦     | 小室正幸                 |            |
| 大御所女優（カメオ出演） | デビー・レイノルズ           | 久保田民絵                                                                 | 高村章子     | 瀬畑奈津子               |            |
| エマ                     | エセル・アイヤー             |                                                                            | 火野カチ子   | 小山田詩乃               |            |
| 音響賞プレゼンター       | ロブ・サリバン               |                                                                            | 土方優人     | 矢崎文也                 |            |
| 音響賞受賞者             | パトリシア・ヒーリー         |                                                                            | 八木亜希子   | 加藤優子                 |            |
| 少女                     | エイミー・ルー・デンプシー   |                                                                            | 鈴鹿千春     |                          |            |
| 少女の母親               | シェリー・A・ヒル            |                                                                            | 石井七央子   |                          |            |
| その他                   | N/A                          | 麻生侑里 紗ゆり 高宮俊介 円谷文彦 中澤やよい 仲野裕 成田剣 林一夫 宝亀克寿 | 石井直子     | 後藤敦 内田聡明 坂口賢一 |            |

- フジテレビ版：初回放送1995年10月7日『ゴールデン洋画劇場』20:59-23:34 ※本編ノーカット
- テレビ朝日版：初回放送1998年10月4日『日曜洋画劇場』21:02-22:54 ※約108分
- 機内上映版：ANAの機内上映にて使用。

## スタッフ
- 監督：ミック・ジャクソン
- 製作：ローレンス・カスダン、ジム・ウィルソン、ケヴィン・コスナー
- 脚本：ローレンス・カスダン
- 音楽：アラン・シルヴェストリ

日本語版
| -              | ソフト版                                  | フジテレビ版         | テレビ朝日版         |
| -------------- | ----------------------------------------- | -------------------- | -------------------- |
| 演出           | 松川陸                                    | 春日正伸             | 福永莞爾             |
| 翻訳           | 伊原奈津子                                | 飯嶋永昭             | 武満眞樹             |
| 調整           | N/A                                       | 栗林秀年             | 山田太平             |
| 効果           | N/A                                       | 山本洋平             | リレーション         |
| プロデューサー | 小川政弘 貴島久祐子                       | 山形淳二             |                      |
| 制作           | ワーナー・ホーム・ビデオ プロセンスタジオ | ムービーテレビジョン | ムービーテレビジョン |

## 音楽
映画と同名のサウンドトラックアルバムは、11月17日にリリースされた。

## 評価
レビュー・アグリゲーターのRotten Tomatoesでは48件のレビューで支持率は35%、平均点は5.00/10となった。Metacriticでは20件のレビューを基に加重平均値が39/100となった。

## エピソード
- 2人がデートで見た映画（映画館の名前は「アタシ」（「シアター」のもじり））は、黒澤明監督作品の『用心棒』であった。これはタイトルから引用されたものと思われるが、原作者のローレンス・カスダンが熱烈な黒澤ファンであったため、黒澤監督へのオマージュとしてワンシーンを映画の中に取り入れたと、主人公フランクを演じたケビン・コスナーがインタビューで明かしている[7]。フランクのボディーガードとしての信念が、この映画に登場する浪人（サムライ）の生き方に影響を受けているということが劇中では表現されており、フランクの自宅には日本刀も飾られている。
- 映画館のあとに訪れたバーで2人でチークダンスを踊ったとき、そこに流れていた音楽はカントリーソングの「オールウェイズ・ラヴ・ユー」（カントリーが原曲）であった。そのときレイチェルは「とても暗い歌ね」と話し、フランクは「誰かが誰かを捨てる…よくある話だ」と答えている。彼女はラストシーンでフランクを想いこの曲を歌っているが、ここで、本作の主題歌は映画内の設定においてもカバーソングであったことが示唆されている。なおこの主題歌は、映画製作の慣例と異なり、撮影現場でホイットニー・ヒューストンのツアーバンドを呼び寄せて撮影したライブ録音であり、クライブ・デイビスの意向で無編集・無修正であった[8]。
- 人気歌手レイチェルを演じたホイットニーであるが、この役は、本人の実生活を想起させるという点でも話題となった[7]。この映画のヒットを受けて、ホイットニーは劇中同様に主題歌や挿入歌を大規模な授賞式で受賞、歌唱する場面が多々あり、当時模倣犯の可能性を考慮して警備が厳重になっていたとも伝えられている。ホイットニーはレイチェル役に対して「彼女は自尊心を持った女性。自分で全てを決断する女性の役は滅多にありません。しかし、そういった女性を私はよく知っています。母がそうでしたから」と、同じく歌手であった母・シシーとその存在を重ね合わせていたことをインタビューで明かしている[7]。また劇中ではレイチェルの姉もシンガーだったことが説明されているが、人気者になった妹と姉の関係は、ホイットニーと彼女の母シシーの関係を想起させるものでもあった[7]。
- オリジナルはローレンス・カスダンがスティーブ・マックイーンを主人公に想定して執筆された。共演はダイアナ・ロス。だがマックイーンが降りた後に、ライアン・オニール主演で企画が進行するも映画化は実現しなかった。一説に、黒人と白人のロマンスを本格的に描くことが困難な時代背景であったからと言われている[7]。それから15年後の1992年、ケヴィン・コスナーとホイットニー・ヒューストンとの共演で完成する。なお、本作でのコスナーはマックイーンを意識しており、ファッションや短いクールカットの髪型、リアクションや身のこなしなどにマックイーンのイメージが投影されている[7]。
- 2012年2月11日にホイットニーが急死、18日に行なわれた葬儀で、コスナーは17分にもわたる弔辞を読み上げ、彼女を讃えた[9]。
- ポスターや映像ソフトのジャケットに使われている写真でコスナーに抱きかかえられコスナーの肩に顔をうずめている女性は、ホイットニーではないボディダブルだとコスナーがテレビ番組「エンターテインメントウィークリー」のインタビューで語っている。撮影時にホイットニーは家に勝手に帰ってしまったとの事[10]。

## ミュージカル
2012年11月から、イギリスのウエストエンドにあるアデルフィ劇場にてミュージカル版の上演が行われた。
ヘザー・ヘッドリーがレイチェル・マロン役を演じる。脚本は、アレクサンダー・ディネラリスが担当。
2019年9月から10月にかけて初の来日公演が行われた。東急シアターオーブと梅田芸術劇場メインホールを会場に、レイチェル・マロン役をアレクサンドラ・バークとジェンリー・シャローがダブルキャストで、フランク・ファーマー役をブノワ・マレシャルが演じた。脚本はアレクサンダーのまま、演出をテア・シャロックが担当。
2020年からは日本キャスト版も制作された。脚本はアレクサンダーのまま、演出・振付：ジョシュア・ベルガッセ、訳詞：森雪之丞、翻訳：阿部のぞみ、編曲：クリス・イーガンが担当。
公演日程（日本キャスト版）
- 2020年3月24日 - 27日、梅田芸術劇場 メインホール　※新型コロナウィルス流行の影響で大阪公演の一部の日程のみ上演となった。同年に東急シアターオーブで予定されていた東京公演は全日程が中止になった[13]。
- 2022年1月21日 - 31日、梅田芸術劇場 メインホール[14]
- 2022年2月8日 - 19日、東京国際フォーラム ホールC[14]
- 2024年2月18日 - 3月3日、東急シアターオーブ[15]
- 2024年3月9日 - 10日、やまぎん県民ホール（山形県総合文化芸術館）[15]
- 2024年3月30日 - 4月7日、梅田芸術劇場 メインホール[15]

主要キャスト（日本キャスト版）
- レイチェル・マロン
  - 柚希礼音、新妻聖子（2020年）
  - 柚希礼音、新妻聖子、May J.（2022年）
  - 新妻聖子、May J.（2024年）
- フランク・ファーマー
  - 大谷亮平（2020年 - 2024年）
- ニッキー・マロン
  - AKANE LIV（2020年、2024年）
  - 原田真絢（2022年1月27日まで）、AKANE LIV（同年1月28日から）[16][17]
- ストーカー
  - 佐賀龍彦、入野自由（2020年）
  - 入野自由（2022年）
  - 大久保祥太郎（2024年）
- サイ・スペクター
  - 水田航生（2020年、2024年）
  - 猪塚健太（2022年）
- トニー・シベリ
  - 大山真志（2020年 - 2022年）
  - 加藤潤一（2024年）
- フレッチャー
  - 島田裕仁、大河原爽介、福長里恩（2020年）
  - 大河原爽介、福長里恩、重松俊吾（2022年）
  - 野林万稔、古澤利空、笹本旭（2024年）
- ビル・デヴァニー
  - 内場勝則（2020年 - 2024年）